# 李有泉
李有泉（1963年—），物理学家，浙江大学教授，主要从事理论物理、凝聚态物理等方面的研究，中国教育部第四批“长江学者”特聘教授，主持多个中国国家重点项目，曾获得国家自然科学二等奖等奖项。

## 生平
20世纪80年代，先后获得兰州大学物理系学士、硕士、博士学位。1990至1992年在浙江大学从事博士后研究。
曾在烟台大学任教。1993年至今在浙江大学任教，期间曾在国际理论物理中心、辛辛纳提大学、奥格斯堡大学、香港中文大学、香港大学、中科院理论物理研究所等学术机构学术访问、任客座教授或进行合作研究。

## 学术兼职
曾为国际理论物理中心正规协联成员；中国物理学会秋季会议组委。
担任《Physical Review Letters》及《Physical Review B》评审人、《Mathematical Reviews》评论员，《Frontiers of Physics in China》、《物理学进展》编委，《科学通报》编辑。